# Kolgaküla
Kolgaküla is een plaats in de Estlandse gemeente Kuusalu, provincie Harjumaa. De plaats heeft de status van dorp (Estisch: küla).

## Bevolking
Het dorp had 176 inwoners op 31 december 2011 en ook 176 inwoners op 31 december 2021.

## Ligging
De Tugimaantee 85, de secundaire weg van Liiapeksi naar Loksa, en de rivier Valgejõgi lopen door Kolgaküla. Het meer Lohja järv (0,32 km²) ligt voor het grootste deel op het grondgebied van het dorp.
Het dorp ligt in het Nationaal park Lahemaa.

## Foto's

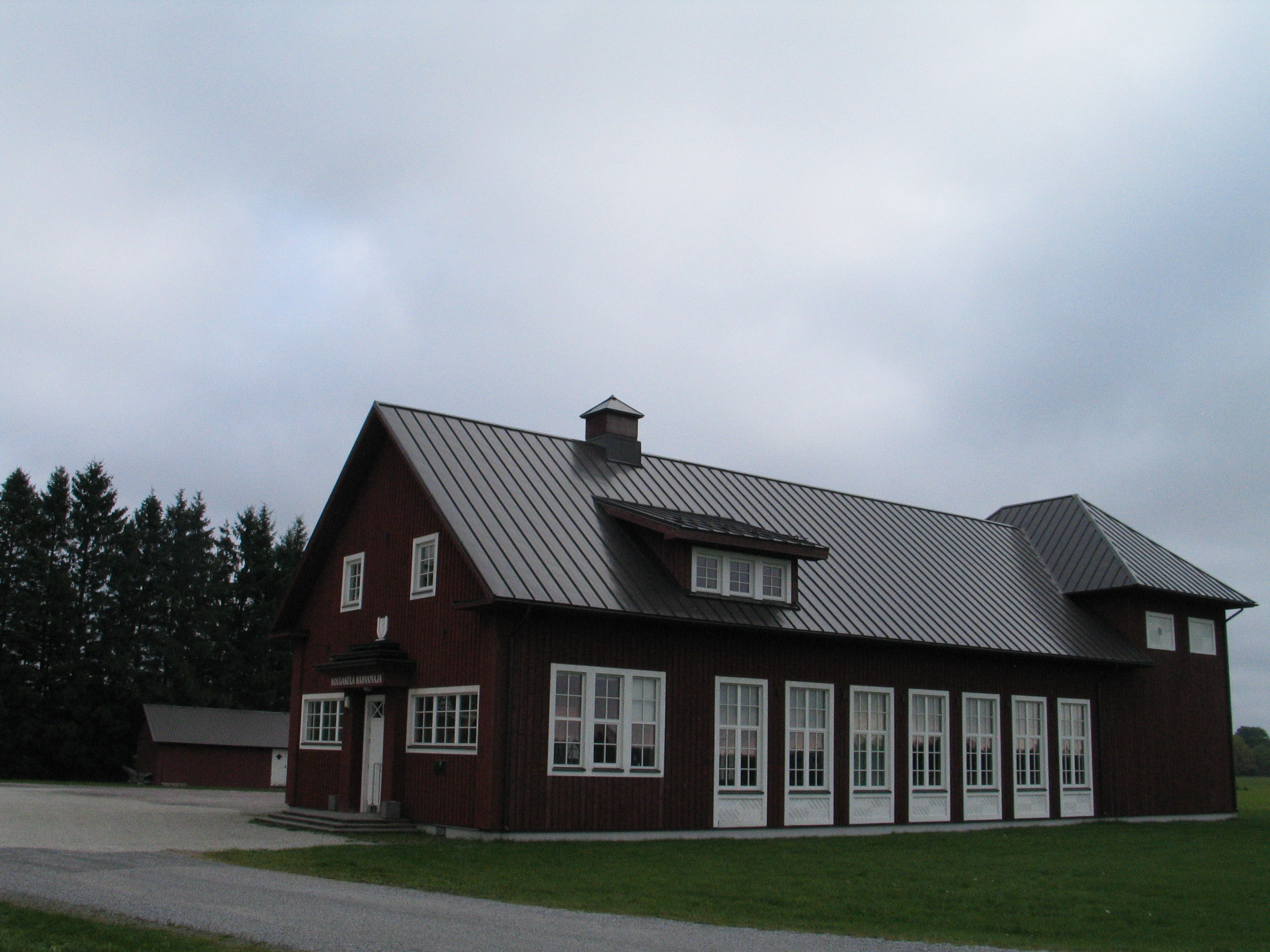
Het kulturhus van Kolgaküla
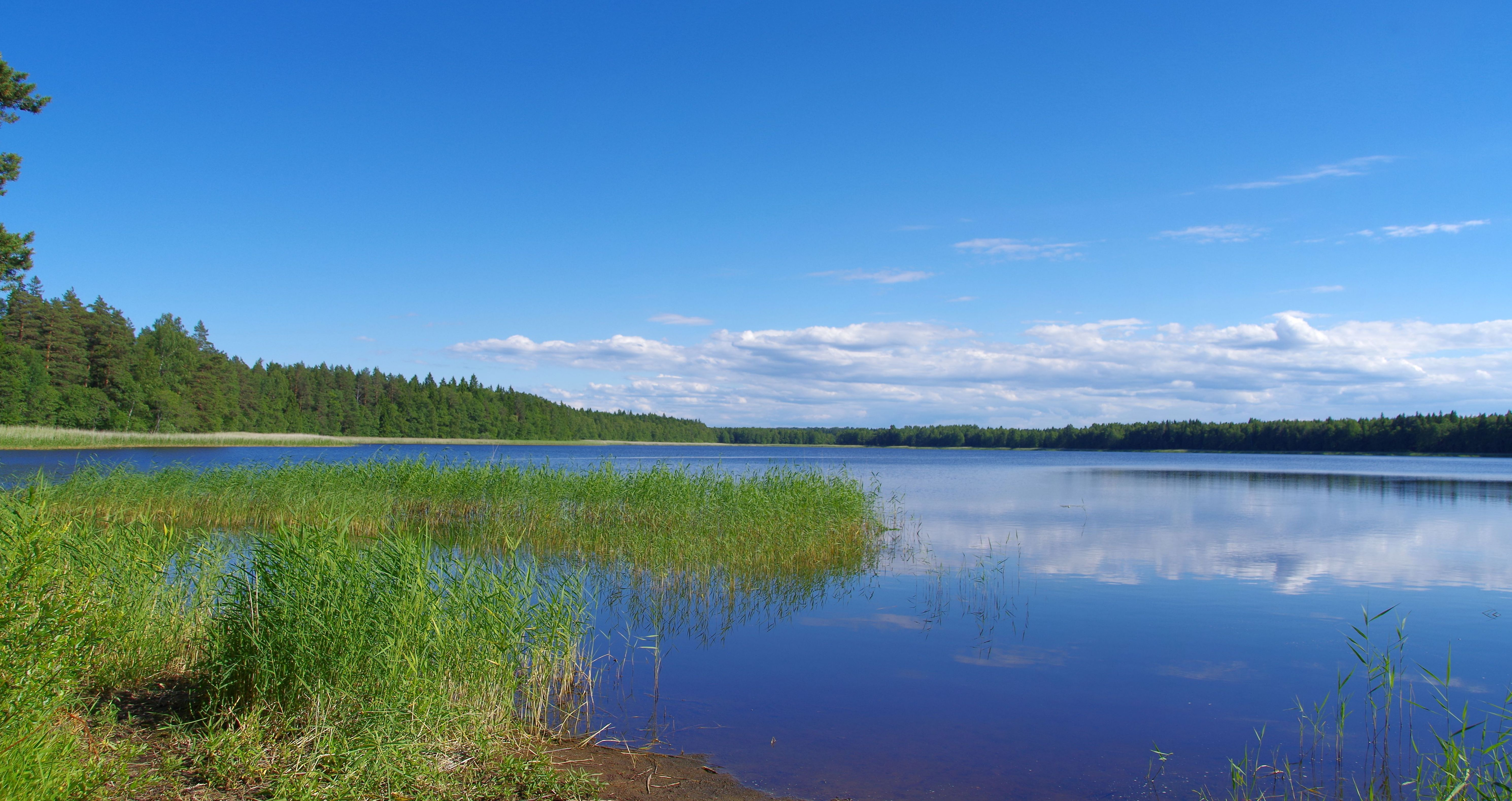
Het Lohja järv
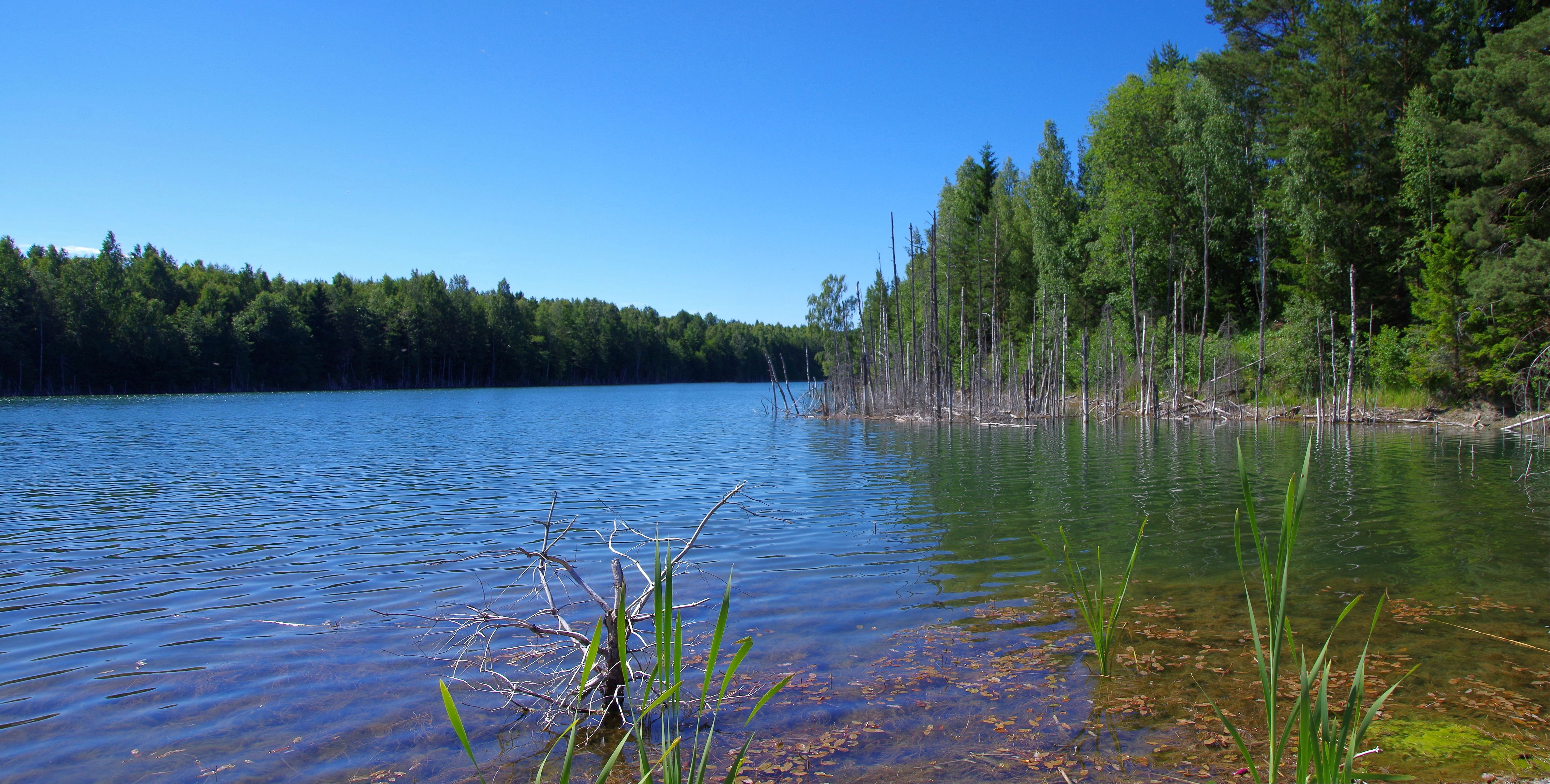
Wingebied voor klei